# Розсоші (Україна)
Ро́зсоші — село в Україні, у Великописарівській громаді Охтирського району Сумської області. Дворів — 406. Населення становить 767 осіб. Колишній орган місцевого самоврядування — Розсошівська сільська рада.

## Географія
Село Розсоші знаходиться на березі річки Івани, вище за течією примикає село Корбині Івани (Богодухівський район), нижче за течією на відстані 0,5 км розташоване село Копійки. На річці кілька загат. Поруч проходять автомобільні дороги Т 1705 і Т 1901.
Село розташоване за 12 км на захід від центру громади Великої Писарівки та за 30 км від залізничної станції Кириківка.

## Історія
Село заселялось протягом 1911-1932 рр. Перші його поселенці - вихідці із сусіднього села Ямне з'явилися тут після столипінської аграрної реформи. Ними були Сірий Іван Михайлович, Стрельник Григорій Іванович, Рибалка Василь Петрович та ін. Наділи селян складали 3 га на двір, при цьому селянам надавалась змога прикупляти землю. Як свідчать документи, масове заселення місцевості відбувалося протягом 1912-1920 рр.
1927 року тут була створена комуна, яку в 1930 році перетворили на колгосп «Путь к коммунізму».
12 червня 2020 року, відповідно до розпорядження Кабінету Міністрів України № 723-р «Про визначення адміністративних центрів та затвердження територій територіальних громад Сумської області», село увійшло до складу Великописарівської селищної громади.
19 липня 2020 року, в результаті адміністративно-територіальної реформи та ліквідації Великописарівського району, увійшло до складу новоутвореного Охтирського району.

## Сьогодення
В селі працює Загальноосвітня школа, будинок культури, фельдшерсько-акушерський пункт. В селі є 2 пам'ятники і стела, присвячені загиблим у Другій світовій війні односельцям.

## Населення

### Мова
Розподіл населення за рідною мовою за даними :
| Мова            | Кількість | Відсоток |
| --------------- | --------- | -------- |
| українська      | 742       | 96.74%   |
| російська       | 19        | 2.48%    |
| білоруська      | 1         | 0.13%    |
| румунська       | 1         | 0.13%    |
| інші/не вказали | 4         | 0.52%    |
| Усього          | 767       | 100%     |

## Відомі люди
Уроженцю села І. Д. Обуховському за мужність і відвагу, виявлені під час форсування Дніпра і утримання захопленого плацдарму, присвоєно високе звання Героя Радянського Союзу.